# Réka Gyurátz
Réka Gyurátz (ur. 31 maja 1996 w Szombathely) – węgierska lekkoatletka specjalizująca się w rzucie młotem.
W 2013 została złotą medalistką mistrzostw świata juniorów młodszych w Doniecku oraz zdobyła srebro juniorskich mistrzostw Europy. W 2014 została wicemistrzynią świata juniorek. Medalistka mistrzostw Węgier oraz reprezentantka kraju w meczach międzypaństwowych i pucharze Europy w rzutach.
Rekordy życiowe: rzut młotem – 72,70 (27 lipca 2019, Budapeszt); rzut młotem (3 kg) – 76,04 (23 czerwca 2013, Zalaegerszeg) nieoficjalny rekord świata juniorów młodszych.

## Osiągnięcia
| Rok  | Impreza                                  | Miejsce    | Lokata               | Wynik |
| ---- | ---------------------------------------- | ---------- | -------------------- | ----- |
| 2012 | Mistrzostwa świata juniorów              | Barcelona  | 8. miejsce           | 60,88 |
| 2013 | Mistrzostwa świata juniorów młodszych    | Donieck    | 1. miejsce           | 73,20 |
| 2013 | Mistrzostwa Europy juniorów              | Rieti      | 2. miejsce           | 65,01 |
| 2014 | Mistrzostwa świata juniorów              | Eugene     | 2. miejsce           | 64,68 |
| 2014 | Mistrzostwa Europy                       | Zurych     | el. – 20. miejsce    | 62,14 |
| 2015 | Zimowy puchar Europy w rzutach           | Leiria     | 2. miejsce (Grupa B) | 67,98 |
| 2015 | Mistrzostwa Europy juniorów              | Eskilstuna | 5. miejsce           | 62,94 |
| 2015 | Mistrzostwa świata                       | Pekin      | el. – 19. miejsce    | 68,26 |
| 2016 | Puchar Europy w rzutach                  | Arad       | 2. miejsce (U-23)    | 67,34 |
| 2017 | Puchar Europy w rzutach                  | Las Palmas | 2. miejsce (U-23)    | 67,70 |
| 2017 | II liga drużynowych mistrzostw Europy    | Tel Awiw   | 2. miejsce           | 70,09 |
| 2017 | Młodzieżowe mistrzostwa Europy           | Bydgoszcz  | 4. miejsce           | 66,67 |
| 2017 | Mistrzostwa świata                       | Londyn     | el. – 16. miejsce    | 67,48 |
| 2017 | Uniwersjada                              | Tajpej     | 9. miejsce           | 64,14 |
| 2018 | Puchar Europy w rzutach                  | Leiria     | 1. miejsce (U-23)    | 69,00 |
| 2018 | Mistrzostwa Europy                       | Berlin     | 9. miejsce           | 70,48 |
| 2019 | Puchar Europy w rzutach                  | Šamorín    | 9. miejsce           | 69,30 |
| 2019 | Uniwersjada                              | Neapol     | 4. miejsce           | 69,51 |
| 2019 | I liga drużynowych mistrzostw Europy     | Sandnes    | 4. miejsce           | 66,36 |
| 2019 | Mistrzostwa świata                       | Doha       | el. – 23. miejsce    | 67,41 |
| 2021 | Puchar Europy w rzutach                  | Split      | 8. miejsce           | 68,59 |
| 2021 | Igrzyska olimpijskie                     | Tokio      | el. – 26. miejsce    | 66,48 |
| 2022 | Puchar Europy w rzutach                  | Leiria     | 8. miejsce           | 67,96 |
| 2022 | Mistrzostwa Europy                       | Monachium  | 7. miejsce           | 69,02 |
| 2023 | Puchar Europy w rzutach                  | Leiria     | 12. miejsce          | 65,90 |
| 2023 | II dywizja drużynowych mistrzostw Europy | Chorzów    | 2. miejsce           | 67,15 |
| 2023 | Mistrzostwa świata                       | Budapeszt  | el. – 33. miejsce    | 66,81 |
| 2024 | Puchar Europy w rzutach                  | Leiria     | 9. miejsce           | 66,50 |
| 2024 | Mistrzostwa Europy                       | Rzym       | 12. miejsce          | 66,68 |
| 2024 | Igrzyska olimpijskie                     | Paryż      | el. – 30. miejsce    | 64,77 |